# لا گرانچ، شهرستان براون، ایلینوی
لا گرانچ (به انگلیسی: La Grange) یک منطقهٔ مسکونی در ایالات متحده آمریکا است که در شهرستان براون، ایلینوی واقع شده‌است. لا گرانچ ۱۴۲٫۰۴ متر بالاتر از سطح دریا واقع شده‌است.